# Cascata das Vinte e Cinco Fontes
A Cascata das Vinte e Cinco Fontes é uma queda de água (cascata) que se localiza no sítio do Rabaçal, Paul da Serra, ilha da Madeira, arquipélago da Madeira, Portugal.
Esta cascata desprende-se do cimo de 30 metros de altura formando um variado conjunto de quedas de água que descem pelas rochas revestidas de plantas de pequeno porte e líquenes para desembocar numa lagoa, depois que a água flui para Levada das 25 Fontes.
Encontra-se envolvida pela floresta primitiva da laurissilva da ilha da Madeira, característica da Macaronésia.
A floresta neste local apresenta-se povoada por loureiros de grande porte e urzes de apreciáveis dimensões.